# Alejandrina Gessler Shaw
Alejandrina Gessler Shaw   (Cadis, 1831 - París, 1907), coneguda com a Alejandrina Gessler i Lacroix, i que usava el pseudònim de Anselma (Cadis, 1831 - París, 1907), va ser una pintora espanyola que va destacar per exhibir les seves obres en el Saló de París i, a més, per ser la primera artista femenina a ser admesa en la Reial Acadèmia de Belles arts de Sant Ferran de Madrid i en l'Acadèmia de Belles arts de Cadis.

## Biografia
Va néixer a Cadis l'any 1831. El seu pare, Alejandro Gessler, era un cònsol de Rússia a Cadis i la seva mare, Aurora Shaw de Murphy, era malaguenya i descendent d'una família de comerciants escocesos per línia paterna i d'irlandesos establerts a Cadis per línia materna. A la ciutat gaditana va residir diversos anys i va començar a rebre les seves primeres lliçons de pintura, però es desconeixen qui van ser els seus mestres. Es va casar amb Charles Lacroix, un destacat dirigent del partit bonapartista, a l'edat de 22 anys i, per això, des de l'any 1953 fins a la seva mort va viure majoritàriament a París.
La seva casa a París estava a una zona exclusiva de la capital a Avenue de Messine 25, prop del Parc Monceau. Allí va instal·lar, en la planta superior, el seu estudi i els seus concorreguts salons. Va desenvolupar la seva formació en el taller de Charles Joshua Chaplin, al costat de pintores com Mary Cassat o Eva Gonzalès. Va aconseguir no sols la maduresa artística sinó també una trajectòria professional aplaudida per la crítica i demandada per col·leccionistes privats i públics. L'any 1878 va rebre la seva primera medalla amb la seva obra La adoración de la cruz en Jueves Santo (1869), en l'Exposició Provincial de Belles arts de Cadis. Després de la Guerra Franco-Prussiana, des de desembre de 1871 a 1873, es va traslladar amb la seva família a Espanya, residint a Cadis i Madrid. A Cadis, va entrar en contacte amb la pintura costumista andalusa, mentre que a Madrid, al Museu del Prado, va poder relacionar-se amb Federico de Madrazo. En aquest període també va tenir oportunitat de viatjar a Tànger. Aquesta experiència li va portar a pintar amb una estètica oriental algunes obres com La fiesta del natalicio en Tánger (1872-1880), que pertany a la Reial Acadèmia de Sant Ferran de Madrid.
Després de finalitzar la guerra, l'any 1872 va tornar a París, on va reprendre els encàrrecs tant públics com privats dels quals destaquen els retrats. L'any 1885 va presentar en el Saló de París la seva obra més lloada, una representació de la deessa Juno.
A partir de 1890 els seus problemes de salut la van obligar al repòs per grans períodes. Aquest fet, junt amb la defunció del seu marit l'any 1895, va fer que deixés la pintura, salvant algunes aportacions a l'Exposition des Femmes Peintres et Sculpteurs de 1901. Va començar llavors la seva faceta d'escriptora. Va publicar en un llibre autobiogràfic titulat Recuerdos de Cádiz y Puerto Real (1841-1859), on descriu la vida a la ciutat gaditana en la segona meitat del segle xix. Alejandrina Gessler va morir a París l'any 1907.

## Vida professional
Per a desenvolupar la seva faceta artística, Gessler va prendre com a pseudònims dos noms: "Anselma" com a pintora i "Fulana De Tal" com escriptora. La seva carrera professional com a pintora a París va tenir el seu gran esplendor entre els anys 1864 i 1885, període en què va participar en els Salons de París, va rebre encàrrecs per part d'espanyols, i va mantenir una relació contínua amb l'Ateneu de Madrid i l'Acadèmia de Belles arts de Sant Ferran de Madrid, on es conserven retrats de la pròpia Gessler de 1865 realitzats per la seva companya i amiga Henriette Browne. A París, destaquen encàrrecs com el del Ministère de l’Instruction Publique, des Cultes et des Beaux Arts francès, per a formar part de la col·lecció del Musée des Copies creat l'any 1871. Aquesta pintura és un retrat de Algernon Percy, desè comte de Northumberland amb la seva esposa i la seva filla, reproduint, així, l'obra homònima de van Dyck en el segle xvii. Va ser una excel·lent copista i creadora d'obres amb temes del realisme social, pintura amb influències orientals, costumista, retrats, i nus. A més, va ser Acadèmica Honoraria Corresponent de la Reial Acadèmia de Belles arts de Sant Ferran de Madrid i, a més, sòcia honoraria en l'Ateneu de Madrid, sota la presidència de Cánovas del Castillo, sent així la primera dona admesa en tal càrrec.:65 En l'Ateneu de Madrid va dur a terme la decoració del sostre de la gran sala central durant els anys 1890 i 1891, gràcies a la intercessió de Guillermo Morphy, el comte de Morphy, cosí de l'artista, qui ocupava el càrrec de president de la Secció de Belles arts de l'Ateneu. El magnífic sostre, realitzat sense cap retribució per part de Gessler, representa l'Eloqüència, que abriga sota la bandera espanyola la Pau i les Belles Arts. Amb les inicials C. M., la comtessa de Morphy i la seva filla Crista Morphy van escriure la Biografia artística de Anselma (1861-1905).

## Primeres obres i reconeixement
Les primeres obres de Gessler estaven molt influenciades per la pintura realista. Destaquen la representació de pageses (Aldeana de Gaussan, 1862) i escenes socials que representen la vida d'aquest sector a França. La seva obra més lloada serà una representació de la deessa Juno que presentarà en el Saló de París en 1885. La complexitat social a l'hora de representar un nu (atès que estava prohibida la seva presència en classes de nus al natural i havien de lluitar constantment contra els prejudicis) no va ser sinó l'impuls que va fer que la crítica fos molt favorable. La pintura va ser regalada a l'Ateneu de París l'any 1891 (anteriorment ja havia donat altres obres com a Alegoría de la Poesía y la Música, La Verdad venciendo a la Ignorancia i La Elocuencia abrigando bajo la bandera española a la Paz y a las Bellas Artes), on es veu la seva extraordinària capacitat per a realitzar composicions complexes en gran format.
Després d'un període de malaltia en 1890 i de la mort del seu marit en 1895, no hi ha constància de la seva labor pictòrica salvant algunes aportacions a la Exposition des Femmes Peintres et Sculpteurs de 1901. Va ser llavors que va desenvolupar la seva faceta d'escriptora amb el pseudònim de Fulana de Tal, escrivint obres com l'autobiografia Recuerdos de Cádiz y Puerto Real (1841-1850). Va seguir una estructura de relat de viatges de 110 pàgines dividides en set capítols en els quals explica els costums i tradicions de Cadis que ella mateixa va viure. Va acabar d'escriure l'obra a París el 5 de desembre de 1898 i va ser publicat per la Llibreria dels Germans Garnier un any després.

## Llistat d'obres reconegudes
- Retrato de Algernon Percy, Décimo Conde de Northumberland, con su esposa y su hija, 1873. Musée de Gap, Hautes-Alpes, Francia.[8]
- La redención de Breda
- Fiesta del natalicio en Tánger
- La adoración de la Cruz[9]
- Juno[10]
- Alegoría de la Poesía y la Música
- La Verdad venciendo a la Ignorancia
- La Elocuencia abrigando bajo la bandera española a la Paz y a las Bellas Artes
- Aldeana de Gaussan, 1862

## Obra literària
- Recuerdos de Cádiz y Puerto Real (1841-1859)